# لوکاس برنادو
لوکاس برنادو (انگلیسی: Lucas Bernadou؛ زادهٔ ۲۴ سپتامبر ۲۰۰۰) بازیکن فوتبال اهل فرانسه است.